# LeToya Luckett

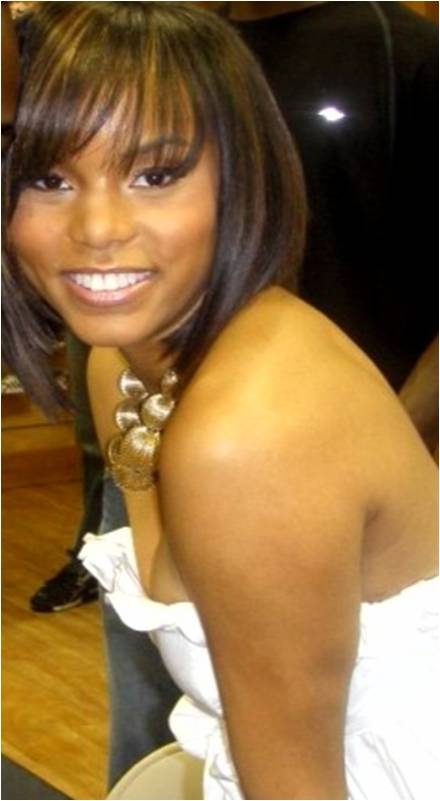
LeToya Luckett, 2009

LeToya Nicole Keyshia Luckett (* 11. März 1981 in Houston, Texas) ist eine US-amerikanische R&B-Sängerin. Von 1993 bis Ende 1999 war sie Mitglied der erfolgreichen Girlgroup Destiny’s Child, von 2001 bis 2003 Mitglied der R&B-Girlgroup Anjel und außerdem Besitzerin der Modeboutique Lady Elle in Houston/Texas.
Anfang 2006 versuchte sich Luckett als Solokünstlerin und erreichte mit ihrer Debütsingle Torn die Top 40 der amerikanischen Charts und Top 3 der R&B-Charts. Im Juli schaffte es Lucketts selbstbetiteltes Debütalbum für eine Woche an die Spitze der US-Charts und verkaufte sich in einer Woche über 165.000 Mal. Im Dezember wurde LeToya mit einer Platin-Schallplatte für 1.000.000 verkaufter Tonträger von der RIAA ausgezeichnet.

## Leben

### Destiny’s Child (1993–1999)
1993 wurde LeToya Luckett Mitglied der Tanzgruppe Girls Tyme. Die Gruppe hatte zahlreiche kleine Auftritte in Einkaufszentren in und um Houston/Texas und nahm bei Talentwettbewerben wie z. B. bei Star Search teil. Als ein Plattendeal mit Columbia Records bevorstand, änderte man den Namen der Gruppe in Destiny’s Child, die fortan aus Beyoncé Knowles, Kelly Rowland, LeToya Luckett und LaTavia Roberson bestand.
1998 erzielte die Band sogleich mit ihrer Debütsingle No No No (featuring Wyclef Jean) weltweiten Erfolg. Es folgten weitere Singles wie Bug a Boo und Bills, Bills, Bills. Parallel dazu veröffentlichten Destiny’s Child zwei Alben: Destiny’s Child (1998) und The Writing’s on the Wall (1999). Auf dem Höhepunkt verließen Luckett und Roberson die Band auf Grund diverser Unstimmigkeiten mit dem Manager Matthew Knowles.
Mit der ersten Veröffentlichung nach der Trennung, dem 2000 veröffentlichten Nummer-eins-Hit Say My Name, welcher mit einer neuen Besetzung von Destiny’s Child einherging, wurde die Gruppe endgültig zum Popphänomen. Mit Say My Name gewann die Gruppe zwei Grammys für Best R&B Performance by a Duo or Group with Vocals und Best R&B Song. Da Luckett den Song mitschrieb, bekam sie ebenso zwei Grammys nachträglich überreicht. Die Band veröffentlichte 2001 das Album Survivor, 2004 das Album Destiny Fulfilled und löste sich 2005 endgültig auf.

### Anjel (2001–2003)
Luckett entschied sich dazu, zusammen mit Roberson eine eigene R&B-Girlgroup zu gründen. Das Duo veranstaltete Auditions in den USA und fand schließlich ein weiteres Mitglied: Naty Quinones aus Atlanta. Die Formation nannte sich von nun an Anjel. Um unmittelbaren Vergleichen mit Destiny’s Child entgegenzuwirken, entschloss man sich, aus dem Trio ein Quartett zu machen. Tiffany Beaudoin, eine Sängerin aus Houston, kam schließlich als viertes Mitglied hinzu.
Die Band begann in den Folgejahren, an dem Debütalbum zu arbeiten. Als es jedoch 2003 zu Konflikten mit der Plattenfirma und mehreren Terminverschiebungen kam, wurde die Veröffentlichung endgültig gestrichen und die Auflösung von Anjel durch Bandsprecher verkündet.

### Solokarriere (ab 2004)
2004 entschied Luckett sich schließlich dazu, als Solointerpretin ihr Glück zu versuchen. Sie unterzeichnete einen Plattenvertrag mit Capitol Records und war fortan auf einigen Soundtracks und Kollaborationen mit Labelkollegen wie Houston (My Promise) zu hören. Anfang 2005 veröffentlichte sie mit You Got What I Need und All Eyes on Me zwei Promosingles, die jedoch vorerst nur im Radio liefen und lediglich auf Vinylplatten erhältlich waren.
Ende Juli 2006 wurde ihr erstes selbstbetiteltes Soloalbum LeToya veröffentlicht, für dessen Produktion sich unter anderem Jermaine Dupri, Scott Storch und Just Blaze verantwortlich zeigten. Ende Juli stieg das Album auf Platz 1 der amerikanischen Albumcharts ein und verkaufte sich allein in der ersten Woche über 165.000 Mal. Die erste offizielle Single-Auskopplung Torn, produziert von Teddy Bishop, entwickelte sich schon im Frühjahr und Sommer 2006 zum Hit, enterte die Top 3 der amerikanischen R&B-Charts und erreichte außerdem Platz 31 der Billboard Charts. Die zweite Single She Don’t erreichte Platz 17 der R&B-Charts.
Im Juli 2007 verkündete Luckett in einem Interview, dass ihr zweites Studioalbum Lady Love heißen wird. Das Album erschien 2009 und enthält Kollaborationen mit Ludacris, Estelle und Mims. Zwei neue Songs (Lady Love und Don’t Let Me Get Away) sang sie im Vorprogramm von Mary J. Blige in den USA.
Die Single Don’t Make Me Wait erschien 2014. Im Mai 2017 erschien das dritte Album Back 2 Life. Als Singles wurden davon Back 2 Life, Used To, In the Name und Weekend zum Download bereitgestellt.

## Diskografie

### Alben
| Jahr | Titel       | Höchstplatzierung, Gesamtwochen, AuszeichnungChartplatzierungen (Jahr, Titel, Platzierungen, Wochen, Auszeichnungen, Anmerkungen) | Höchstplatzierung, Gesamtwochen, AuszeichnungChartplatzierungen (Jahr, Titel, Platzierungen, Wochen, Auszeichnungen, Anmerkungen) | Anmerkungen                                                                 |
| Jahr | Titel       | UK | US | Anmerkungen                                                                 |
| ---- | ----------- | --- | --- | --------------------------------------------------------------------------- |
| 2006 | LeToya      | — | US1 Platin · (15 Wo.)US | Erstveröffentlichung: 12. August 2006 US Billboard R&B-Hip Hop Charts: #1   |
| 2009 | Lady Love   | — | US12 (12 Wo.)US | Erstveröffentlichung: 9. September 2009 US Billboard R&B-Hip Hop Charts: #1 |
| 2017 | Back 2 Life | — | US91 (1 Wo.)US | Erstveröffentlichung: 12. Mai 2017                                          |

### Singles
| Jahr | Titel Album      | Höchstplatzierung, Gesamtwochen, AuszeichnungChartplatzierungen (Jahr, Titel, Album, Platzierungen, Wochen, Auszeichnungen, Anmerkungen) | Höchstplatzierung, Gesamtwochen, AuszeichnungChartplatzierungen (Jahr, Titel, Album, Platzierungen, Wochen, Auszeichnungen, Anmerkungen) | Anmerkungen                                                                          |
| Jahr | Titel Album      | UK | US | Anmerkungen                                                                          |
| ---- | ---------------- | --- | --- | ------------------------------------------------------------------------------------ |
| 2006 | Torn LeToya      | UK35 (4 Wo.)UK | US31 (20 Wo.)US | Erstveröffentlichung: 5. Mai 2006 Remix feat. Jermaine Dupri, Mike Jones & Rick Ross |
| 2009 | Regret Lady Love | — | US78 (8 Wo.)US | Erstveröffentlichung: 17. Oktober 2009 feat. Ludacris                                |

### Weitere Singles
- 2004: You Got What I Need (USA Promo)
- 2005: All Eyes on Me (feat. Paul Wall & Slim Thug; USA Promo)
- 2006: Torn (So So Def Remix) (feat. Jermaine Dupri, Mike Jones & Rick Ross)
- 2006: She Don’t
- 2006: No More
- 2006: Obvious
- 2007: Almost Made Ya (mit Ali & Gipp)
- 2009: Not Anymore
- 2009: She Ain’t Got
- 2010: Good to Me
- 2014: Don’t Make Me Wait
- 2016: Back 2 Life
- 2017: Used To